# 黄海黄色弯曲菌
黄海黄色弯曲菌（学名：Flaviflexus huanghaiensis）是黄色弯曲菌属的下属物种。它是革兰氏阳性、非活动性、直或弯曲的杆状菌。它首先是从中国青岛沿海地区采集的沉积物样品中分离出来的。